# Pholcus bicornutus
Pholcus bicornutus is een spinnensoort uit de familie trilspinnen (Pholcidae). De soort komt voor in de Filipijnen.